# Fussballclub Kreuzlingen 2022-2023
Questa voce raccoglie le informazioni riguardanti il Fussballclub Kreuzlingen nelle competizioni ufficiali della stagione 2022-2023.

## Stagione
Nella stagione 2022-2023 il Kreuzlingen, allenato da Kürsat Ortancioglu, concluse il campionato di Prima Lega al 8º posto. In Coppa Svizzera il Kreuzlingen fu eliminato al primo turno dal Wohlen.

## Rosa
| N. |                                 | Ruolo | Calciatore             |
| -- | ------------------------------- | ----- | ---------------------- |
| 1  | Francia (bandiera)              | P     | Alain Abaz             |
| 3  | Svizzera (bandiera)             | D     | Filip Degen            |
| 4  | Svizzera (bandiera)             | D     | Yves Seeger            |
| 5  | Svizzera (bandiera)             | C     | Leon Recica            |
| 6  | Svizzera (bandiera)             | C     | Philipp Juchli         |
| 7  | Bosnia ed Erzegovina (bandiera) | A     | Midhad Arifagic        |
| 8  | Germania (bandiera)             | D     | Kevin Schröder         |
| 9  | Svizzera (bandiera)             | C     | Stojan Milijic         |
| 10 | Germania (bandiera)             | C     | Adrian Rama-Bitterfeld |
| 11 | Germania (bandiera)             | C     | Sven Bode              |
| 14 | Svizzera (bandiera)             | D     | Marvin Meresi          |
| 16 | Svizzera (bandiera)             | C     | Elham Azizi            |
| 17 | Svizzera (bandiera)             | C     | Sinan Özcelik          |
| 18 | Svizzera (bandiera)             | A     | Nazir Zulji            |

| N. |                                 | Ruolo | Calciatore         |
| -- | ------------------------------- | ----- | ------------------ |
| 19 | Macedonia del Nord (bandiera)   | D     | Ensar Ismaili      |
| 21 | Italia (bandiera)               | D     | Denis Hoxha        |
| 22 | Algeria (bandiera)              | C     | Reda Laidouci      |
| 24 | Svizzera (bandiera)             | A     | Simon Affentranger |
| 25 | Italia (bandiera)               | D     | Manuel Ferrone     |
| 28 | Svizzera (bandiera)             | P     | Fabian Fellmann    |
| 30 | Svizzera (bandiera)             | A     | Qendrim Aliti      |
| 37 | Germania (bandiera)             | C     | Abbas Karaki       |
| 92 | Iraq (bandiera)                 | A     | Wisam Al-Naemi     |
|    | Svizzera (bandiera)             | P     | Alen Gloncsak      |
|    | Svizzera (bandiera)             | P     | Radenko Stokanovic |
|    | Bosnia ed Erzegovina (bandiera) | D     | Adem Arifagic      |
|    | Turchia (bandiera)              | C     | Ümüt Tütünci       |

## Organigramma societario
Area tecnica
- Allenatore: Kürsat Ortancioglu
- Allenatore in seconda:
- Preparatore dei portieri:
- Preparatori atletici:

## Calciomercato

### Sessione estiva
| Acquisti | Acquisti               | Acquisti       | Acquisti |
| R.       | Nome                   | da             | Modalità |
| -------- | ---------------------- | -------------- | -------- |
| C        | Zenel Hasani           | Winterthur II  |          |
| D        | Ensar Ismaili          | San Gallo II   |          |
| D        | Suad Jonuzi            | Kreuzlingen    |          |
| C        | Adrian Rama-Bitterfeld | Villingen      |          |
| C        | Leon Recica            | Winterthur U18 |          |

| Cessioni | Cessioni | Cessioni | Cessioni |
| R.       | Nome     | a        | Modalità |
| -------- | -------- | -------- | -------- |

### Sessione invernale
| Acquisti | Acquisti      | Acquisti       | Acquisti |
| R.       | Nome          | da             | Modalità |
| -------- | ------------- | -------------- | -------- |
| C        | Sinan Özcelik | Gossau         |          |
| D        | Filip Degen   | Gossau         |          |
| A        | Nazir Zulji   | Sciaffusa II   |          |
| A        | Qendrim Aliti | FC Mutschellen |          |

| Cessioni | Cessioni            | Cessioni      | Cessioni |
| R.       | Nome                | a             | Modalità |
| -------- | ------------------- | ------------- | -------- |
| C        | Zenel Hasani        | Winterthur II |          |
| C        | Vangelis Karaboikis | Thesprotos    |          |
| D        | Ruben Bartolomeo    | Amriswil      |          |
| D        | Suad Jonuzi         | Sirnach       |          |

## Risultati

### Prima Lega

#### andata
| Kreuzlingen 6 agosto 2022, ore 16:00 CEST 1ª giornata                                  | Kreuzlingen | 1 – 3 referto                           | Taverne | Sportplatz Hafenareal (230 spett.) |
| \| \| \| \| \| Arifagic 17’ \| Marcatori \| 20’ Muadianvita 49’ Seferaj 82’ Idrissi \| |             |                                         |         |                                    |
|                                                                                        |             |                                         |         |                                    |
| Arifagic 17’                                                                           | Marcatori   | 20’ Muadianvita 49’ Seferaj 82’ Idrissi |         |                                    |

| Niederhasli 13 agosto 2022, ore 16:00 CEST 2ª giornata                                       | Grasshoppers II | 3 – 2 referto               | Kreuzlingen | GC Campus AG (250 spett.) |
| \| \| \| \| \| Almeida 39’ Deme 41’ Blake 86’ \| Marcatori \| 2’ Affentranger 5’ Arifagic \| |                 |                             |             |                           |
|                                                                                              |                 |                             |             |                           |
| Almeida 39’ Deme 41’ Blake 86’                                                               | Marcatori       | 2’ Affentranger 5’ Arifagic |             |                           |

| Tuggen 24 agosto 2022, ore 20:00 CEST 3ª giornata                             | Tuggen    | 3 – 1 referto | Kreuzlingen | Sportplatz Linthstrasse (285 spett.) |
| \| \| \| \| \| Barreiro 44’ Jakupov 72’ Rocca 78’ \| Marcatori \| 63’ Bode \| |           |               |             |                                      |
|                                                                               |           |               |             |                                      |
| Barreiro 44’ Jakupov 72’ Rocca 78’                                            | Marcatori | 63’ Bode      |             |                                      |

| Weesen 27 agosto 2022, ore 17:30 CEST 4ª giornata                                                                                        | Weesen    | 2 – 6 referto                                                                 | Kreuzlingen | Sportplatz Moos |
| \| \| \| \| \| Fernando 41’ Gentile 49’ \| Marcatori \| 43’ Bode 59’ Rama-Bitterfeld 79’ Karaki 84’ Milijic 88’ Arifagic 90’ Laidouci \| |           |                                                                               |             |                 |
| |           |                                                                               |             |                 |
| Fernando 41’ Gentile 49’ | Marcatori | 43’ Bode 59’ Rama-Bitterfeld 79’ Karaki 84’ Milijic 88’ Arifagic 90’ Laidouci |             |                 |

| Kreuzlingen 3 settembre 2022, ore 16:00 CEST 5ª giornata                  | Kreuzlingen | 2 – 1 referto | Höngg | Sportplatz Hafenareal |
| \| \| \| \| \| Rama-Bitterfeld 64’ Karaki 90’ \| Marcatori \| 89’ Öner \| |             |               |       |                       |
|                                                                           |             |               |       |                       |
| Rama-Bitterfeld 64’ Karaki 90’                                            | Marcatori   | 89’ Öner      |       |                       |

| Kreuzlingen 10 settembre 2022, ore 16:00 CEST 6ª giornata                 | Kreuzlingen | 3 – 1 referto | Uzwil | Sportplatz Hafenareal |
| \| \| \| \| \| Hoxha 9’ Arifagic 26’, 45’ \| Marcatori \| 12’ Hajrović \| |             |               |       |                       |
|                                                                           |             |               |       |                       |
| Hoxha 9’ Arifagic 26’, 45’                                                | Marcatori   | 12’ Hajrović  |       |                       |

| Gossau 16 settembre 2022, ore 20:15 CEST 7ª giornata             | Gossau    | 3 – 0 referto | Kreuzlingen | Sportanlage Buechenwald (270 spett.) |
| \| \| \| \| \| Eberle 41’ Shala 75’ Makia 90’ \| Marcatori \| \| |           |               |             |                                      |
|                                                                  |           |               |             |                                      |
| Eberle 41’ Shala 75’ Makia 90’                                   | Marcatori |               |             |                                      |

| Kreuzlingen 24 settembre 2022, ore 16:00 CEST 8ª giornata                  | Kreuzlingen | 0 – 4 referto                            | Paradiso | Sportplatz Hafenareal |
| \| \| \| \| \| \| Marcatori \| 12’ Foglia 30’, 38’ (rig.), 45’ Stojanov \| |             |                                          |          |                       |
|                                                                            |             |                                          |          |                       |
|                                                                            | Marcatori   | 12’ Foglia 30’, 38’ (rig.), 45’ Stojanov |          |                       |

| Freienbach 1º ottobre 2022, ore 16:00 CEST 9ª giornata                                              | Freienbach | 3 – 2 referto            | Kreuzlingen | Sportanlage Chrummen (160 spett.) |
| \| \| \| \| \| Sabino 23’ Schärer 43’ (rig.) Straub 61’ \| Marcatori \| 46’ Arifagic 64’ Ismaili \| |            |                          |             |                                   |
| |            |                          |             |                                   |
| Sabino 23’ Schärer 43’ (rig.) Straub 61’                                                            | Marcatori  | 46’ Arifagic 64’ Ismaili |             |                                   |

| Kreuzlingen 8 ottobre 2022, ore 16:00 CEST 10ª giornata | Kreuzlingen | 0 – 1 referto | Wettswil-Bonstetten | Sportplatz Hafenareal |
| \| \| \| \| \| \| Marcatori \| 20’ Studer \|            |             |               |                     |                       |
|                                                         |             |               |                     |                       |
|                                                         | Marcatori   | 20’ Studer    |                     |                       |

| Canobbio 15 ottobre 2022, ore 17:00 CEST 11ª giornata | Lugano II | 0 – 1 referto       | Kreuzlingen | Centro sportivo Al Maglio |
| \| \| \| \| \| \| Marcatori \| 57’ (rig.) Al-Naemi \| |           |                     |             |                           |
|                                                       |           |                     |             |                           |
|                                                       | Marcatori | 57’ (rig.) Al-Naemi |             |                           |

| Kreuzlingen 29 ottobre 2022, ore 16:00 CEST 12ª giornata                             | Kreuzlingen | 1 – 3 referto                         | Linth 04 | Sportplatz Hafenareal |
| \| \| \| \| \| Laidouci 75’ \| Marcatori \| 10’ Šabanović 54’, 90’ (rig.) Pereira \| |             |                                       |          |                       |
|                                                                                      |             |                                       |          |                       |
| Laidouci 75’                                                                         | Marcatori   | 10’ Šabanović 54’, 90’ (rig.) Pereira |          |                       |

| Zurigo 6 novembre 2022, ore 16:00 CET 13ª giornata                | Kosova Zurigo | 1 – 3 referto         | Kreuzlingen | Juchhof 1 |
| \| \| \| \| \| Dushi 90’ \| Marcatori \| 4’, 62’, 74’ Arifagic \| |               |                       |             |           |
|                                                                   |               |                       |             |           |
| Dushi 90’                                                         | Marcatori     | 4’, 62’, 74’ Arifagic |             |           |

| Kreuzlingen 12 novembre 2022, ore 15:00 CET 14ª giornata                                                 | Kreuzlingen | 3 – 2 referto               | Eschen/Mauren | Sportplatz Hafenareal |
| \| \| \| \| \| Rama-Bitterfeld 7’ Karaki 11’ Al-Naemi 25’ \| Marcatori \| 30’ (rig.) Stefel 39’ Mujic \| |             |                             |               |                       |
| |             |                             |               |                       |
| Rama-Bitterfeld 7’ Karaki 11’ Al-Naemi 25’                                                               | Marcatori   | 30’ (rig.) Stefel 39’ Mujic |               |                       |

| Winterthur 19 novembre 2022, ore 17:00 CET 15ª giornata | Winterthur II | 1 – 0 referto | Kreuzlingen | Stadion Schützenwiese |
| \| \| \| \| \| Vögele 30’ \| Marcatori \| \|            |               |               |             |                       |
|                                                         |               |               |             |                       |
| Vögele 30’                                              | Marcatori     |               |             |                       |

#### ritorno
| Torricella-Taverne 26 novembre 2022, ore 15:00 CET 16ª giornata                              | Taverne   | 4 – 1 referto | Kreuzlingen | Campo comunale Taverne |
| \| \| \| \| \| Novaresi 2’ Tchaoulé 20’ Idrissi 90’ Kantor 90’ \| Marcatori \| 61’ Karaki \| |           |               |             |                        |
|                                                                                              |           |               |             |                        |
| Novaresi 2’ Tchaoulé 20’ Idrissi 90’ Kantor 90’                                              | Marcatori | 61’ Karaki    |             |                        |

| Kreuzlingen 25 febbraio 2023, ore 15:00 CET 17ª giornata | Kreuzlingen | 0 – 0 referto | Grasshoppers II | Sportplatz Hafenareal |

| Kreuzlingen 4 marzo 2023, ore 15:00 CET 18ª giornata                                       | Kreuzlingen | 4 – 1 referto | Tuggen | Sportplatz Hafenareal (400 spett.) |
| \| \| \| \| \| Arifagic 31’ Zulji 58’ Karaki 59’ (rig.), 61’ \| Marcatori \| 90’ Weiler \| |             |               |        |                                    |
|                                                                                            |             |               |        |                                    |
| Arifagic 31’ Zulji 58’ Karaki 59’ (rig.), 61’                                              | Marcatori   | 90’ Weiler    |        |                                    |

| Kreuzlingen 11 marzo 2023, ore 15:00 CET 19ª giornata                                          | Kreuzlingen | 3 – 2 referto     | Weesen | Sportplatz Hafenareal |
| \| \| \| \| \| Rama-Bitterfeld 36’ Karaki 45’ (rig.), 90’ \| Marcatori \| 39’, 73’ Fernando \| |             |                   |        |                       |
|                                                                                                |             |                   |        |                       |
| Rama-Bitterfeld 36’ Karaki 45’ (rig.), 90’                                                     | Marcatori   | 39’, 73’ Fernando |        |                       |

| Zurigo 18 marzo 2023, ore 16:00 CET 20ª giornata                                    | Höngg     | 1 – 4 referto                         | Kreuzlingen | Sportplatz Hönggerberg |
| \| \| \| \| \| Derungs 75’ \| Marcatori \| 16’, 33’ Arifagic 27’ Bode 43’ Karaki \| |           |                                       |             |                        |
|                                                                                     |           |                                       |             |                        |
| Derungs 75’                                                                         | Marcatori | 16’, 33’ Arifagic 27’ Bode 43’ Karaki |             |                        |

| Uzwil 22 marzo 2023, ore 20:15 CET 21ª giornata           | Uzwil     | 1 – 1 referto | Kreuzlingen | Sportanlage Rüti (337 spett.) |
| \| \| \| \| \| Sejdija 26’ \| Marcatori \| 71’ Ismaili \| |           |               |             |                               |
|                                                           |           |               |             |                               |
| Sejdija 26’                                               | Marcatori | 71’ Ismaili   |             |                               |

| Kreuzlingen 1º aprile 2023, ore 16:00 CEST 22ª giornata                              | Kreuzlingen | 3 – 1 referto       | Gossau | Sportplatz Hafenareal |
| \| \| \| \| \| Arifagic 35’, 80’ Laidouci 75’ \| Marcatori \| 60’ (rig.) Muharemi \| |             |                     |        |                       |
|                                                                                      |             |                     |        |                       |
| Arifagic 35’, 80’ Laidouci 75’                                                       | Marcatori   | 60’ (rig.) Muharemi |        |                       |

| Collina d'Oro 8 aprile 2023, ore 16:00 CEST 23ª giornata                                     | Paradiso  | 4 – 1 referto     | Kreuzlingen | Campo Pian Scairolo (130 spett.) |
| \| \| \| \| \| Berhane 28’ Bennati 53’ Rossini 55’, 77’ \| Marcatori \| 17’ (rig.) Karaki \| |           |                   |             |                                  |
|                                                                                              |           |                   |             |                                  |
| Berhane 28’ Bennati 53’ Rossini 55’, 77’                                                     | Marcatori | 17’ (rig.) Karaki |             |                                  |

| Kreuzlingen 15 aprile 2023, ore 16:00 CEST 24ª giornata                                | Kreuzlingen | 2 – 1 referto       | Freienbach | Sportplatz Hafenareal |
| \| \| \| \| \| Arifagic 13’ Rama-Bitterfeld 26’ \| Marcatori \| 88’ (rig.) Döttling \| |             |                     |            |                       |
|                                                                                        |             |                     |            |                       |
| Arifagic 13’ Rama-Bitterfeld 26’                                                       | Marcatori   | 88’ (rig.) Döttling |            |                       |

| Wettswil 22 aprile 2023, ore 16:00 CEST 25ª giornata                                   | Wettswil-Bonstetten | 4 – 1 referto | Kreuzlingen | Sportplatz Moos |
| \| \| \| \| \| Hager 17’ Schneebeli 37’, 62’ Studer 59’ \| Marcatori \| 40’ Özcelik \| |                     |               |             |                 |
|                                                                                        |                     |               |             |                 |
| Hager 17’ Schneebeli 37’, 62’ Studer 59’                                               | Marcatori           | 40’ Özcelik   |             |                 |

| Kreuzlingen 29 aprile 2023, ore 16:00 CEST 26ª giornata | Kreuzlingen | 1 – 0 referto | Lugano II | Sportplatz Hafenareal |
| \| \| \| \| \| Laidouci 7’ \| Marcatori \| \|           |             |               |           |                       |
|                                                         |             |               |           |                       |
| Laidouci 7’                                             | Marcatori   |               |           |                       |

| 6 maggio 2023, ore 16:00 CEST 27ª giornata | Linth 04 | 1 – 1 | Kreuzlingen |  |

| 14 maggio 2023, ore 14:00 CEST 28ª giornata | Kreuzlingen | 0 – 2 | Kosova Zurigo |  |

| 20 maggio 2023, ore 16:00 CEST 29ª giornata | Eschen/Mauren | 3 – 3 | Kreuzlingen |  |

| 27 maggio 2023, ore 16:00 CEST 30ª giornata | Kreuzlingen | 0 – 1 | Winterthur II |  |

### Coppa Svizzera
| Arbitro: | Monnin |

|                                           |                      |                                          |
| Quintas 2’ Vogt 50’, 90’ Tayey 58’ (rig.) | Marcatori            | 18’, 61’ Rama-Bitterfeld 73’, 90’ Karaki |
| Seferi Pnishi Kozlenko Romano Kursun      | Tiri di rigore 5 – 3 | Karaki Bode Ferrone Arifagic             |

## Statistiche

### Statistiche di squadra
| Competizione   | Punti | In casa | In casa | In casa | In casa | In casa | In casa | In trasferta | In trasferta | In trasferta | In trasferta | In trasferta | In trasferta | Totale | Totale | Totale | Totale | Totale | Totale | DR |
| Competizione   | Punti | G       | V       | N       | P       | Gf      | Gs      | G            | V            | N            | P            | Gf           | Gs           | G      | V      | N      | P      | Gf     | Gs     | DR |
| -------------- | ----- | ------- | ------- | ------- | ------- | ------- | ------- | ------------ | ------------ | ------------ | ------------ | ------------ | ------------ | ------ | ------ | ------ | ------ | ------ | ------ | -- |
| Prima Lega     | 40    | 15      | 8       | 1       | 6       | 23      | 23      | 15           | 4            | 3            | 8            | 27           | 34           | 30     | 12     | 4      | 14     | 50     | 57     | -7 |
| Coppa Svizzera | -     | 0       | 0       | 0       | 0       | 0       | 0       | 1            | 0            | 1            | 0            | 4            | 4            | 1      | 0      | 1      | 0      | 4      | 4      | 0  |
| Totale         | 40    | 15      | 8       | 1       | 6       | 23      | 23      | 16           | 4            | 4            | 8            | 31           | 38           | 31     | 12     | 5      | 14     | 54     | 61     | -7 |

### Andamento in campionato
| Giornata  | 1  | 2  | 3  | 4  | 5 | 6 | 7  | 8  | 9  | 10 | 11 | 12 | 13 | 14 | 15 | 16 | 17 | 18 | 19 | 20 | 21 | 22 | 23 | 24 | 25 | 26 | 27 | 28 | 29 | 30 |
| --------- | -- | -- | -- | -- | - | - | -- | -- | -- | -- | -- | -- | -- | -- | -- | -- | -- | -- | -- | -- | -- | -- | -- | -- | -- | -- | -- | -- | -- | -- |
| Luogo     | C  | T  | T  | T  | C | C | T  | C  | T  | C  | T  | C  | T  | C  | T  | T  | C  | C  | C  | T  | T  | C  | T  | C  | T  | C  | T  | C  | T  | C  |
| Risultato | P  | P  | P  | V  | V | V | P  | P  | P  | P  | V  | P  | V  | V  | P  | P  | N  | V  | V  | V  | N  | V  | P  | V  | P  | V  | N  | P  | N  | P  |
| Posizione | 14 | 16 | 16 | 12 | 8 | 8 | 10 | 10 | 11 | 12 | 12 | 13 | 10 | 10 | 10 | 12 | 12 | 9  | 8  | 7  | 7  | 7  | 7  | 7  | 7  | 6  | 6  | 6  | 7  | 8  |

Legenda:

Luogo: C = Casa; T = Trasferta. Risultato: V = Vittoria; N = Pareggio; P = Sconfitta.